# DivertidaMente
DivertidaMente é um programa transmitido pela SIC, de 11 de março de 2018 a 13 de maio de 2018, apresentado por João Manzarra.

## Sinopse
‘DivertidaMente’, junta quatro concorrentes em cada episódio completamente estranhos entre si, mas que terão de trabalhar em conjunto para completarem as provas simples de que lhes serão propostas.
Contudo, o único obstáculo que se irá impor entre cada um e o prémio final serão as suas próprias mentes, pois vão estar num completo estado de hipnose induzido por José Tejada – o hipnotizador que fez parte da equipa nas versões UK, USA e Austrália – durante cada um dos jogos que terão de desempenhar ao longo de cada programa.

## Audiências
| Data de Transmissão | Rating | Share | Ref.  |
| ------------------- | ------ | ----- | ----- |
| 11 de março de 2018 | 11,7%  | 22,6% | [ 2 ] |
| 18 de março de 2018 | 11,3%  | 22,2% | [ 3 ] |
| 25 de março de 2018 | 9,7%   | 18,7% | [ 4 ] |
| 1 de abril de 2018  | 7,3%   | 15,6% | [ 5 ] |
| 8 de abril de 2018  | 8,7%   | 17,1% | [ 6 ] |
| 15 de abril de 2018 | 7,8%   | 14,8% | [ 7 ] |
| 22 de abril de 2018 | —      | —     | —     |
| 29 de abril de 2018 | 7,1%   | 14,1% | [ 8 ] |
| 6 de maio de 2018   | 6,3%   | 13,6% | [ 9 ] |
| 13 de maio de 2018  | —      | —     | —     |
| Total               | —      | —     | —     |

## Episódios
| Temporada | Temporada | Episódios | Exibição            | Exibição           |
| Temporada | Temporada | Episódios | Estreia             | Final              |
| --------- | --------- | --------- | ------------------- | ------------------ |
|           | 1         | 10        | 11 de março de 2018 | 13 de maio de 2018 |

## Lista de Episódios
| # | #  | Titulo           | Exibição SIC        |
| --- | -- | ---------------- | ------------------- |
| 1 | 1  | "Episódio n.º1"  | 11 de março de 2018 |
| Com os concorrentes Margarida, Vítor, Ana e Marco e os convidados Rita Ferro Rodrigues, Simão Morgado, Nelson Freitas e Paulo Battista!                       |    |                  |                     |
| 2 | 2  | "Episódio n.º2"  | 18 de março de 2018 |
| Com os concorrentes Alexandra, Ana, João e Joel e os convidados Chakall, Justa Nobre, Nuno Bergonse e Hugo Dias de Castro!                                    |    |                  |                     |
| 3 | 3  | "Episódio n.º3"  | 25 de março de 2018 |
| Com os concorrentes João, Melissa, Carla e Jorge e a convidada Diana Chaves!                                                                                  |    |                  |                     |
| 4 | 4  | "Episódio n.º4"  | 1 de abril de 2018  |
| Com os concorrentes Pedro, Sílvia, Paulo e Marisa e o convidado João Paulo Sousa!                                                                             |    |                  |                     |
| 5 | 5  | "Episódio n.º5"  | 8 de abril de 2018  |
| Com os concorrentes Fábio, Maria Lucília, Paula e Ana e os convidados Cláudia Borges, Carolina Loureiro, Carolina Patrocínio, Iva Lamarão e Jorge Monte Real! |    |                  |                     |
| 6 | 6  | "Episódio n.º6"  | 15 de abril de 2018 |
| Com os concorrentes Hugo, Patrícia, Daniel e Sara e os convidados Carolina Carvalho, Diogo Valsassina, Cecília Henriques e João Mota!                         |    |                  |                     |
| 7 | 7  | "Episódio n.º7"  | 22 de abril de 2018 |
| Com os concorrentes Joana, Bruno, Cátia e Margarida e os convidados Nuno Janeiro e Inês Folque!                                                               |    |                  |                     |
| 8 | 8  | "Episódio n.º8"  | 29 de abril de 2018 |
| Com os concorrentes Ivo, Anusca, Pedro e Liliana! |    |                  |                     |
| 9 | 9  | "Episódio n.º9"  | 6 de maio de 2018   |
| 10 | 10 | "Episódio n.º10" | 13 de maio de 2018  |